# Educação Moral e Religiosa Católica
A Educação Moral e Religiosa Católica (EMRC) é uma das disciplinas facultativas que se apresentam disponíveis no pacote de escolhas do 1.º, 2.º e 3.º ciclo do ensino básico e ensino secundário português. O seu objectivo é fornecer aos alunos o pleno desenvolvimento da personalidade humana e do sentido da sua dignidade e reforçar o respeito pelos direitos humanos e pelas liberdades fundamentais, bem como estimular a formação do carácter e da cidadania, preparando o educando para uma reflexão consciente sobre os valores espirituais, estéticos, morais e cívicos.
A EMRC também visa a preservar a matriz cultural portuguesa, tentando fazer com que os valores católicos permaneçam na sociedade. Ela pretende incentivar o respeito pelos outros e a criação de um mundo mais solidário. Nos últimos anos, a disciplina tem registado um decréscimo de aderência apesar de esforços para motivar os alunos a optar pela sua escolha.
Apesar de explícita na Constituição e Leis da República a aderência integral do estado português ao laicismo, um dos primeiros juízos do Tribunal Constitucional foi referente a este ensino católico, entendendo o Tribunal no acórdão n.° 423/87, de 27 de Outubro de 1987, que:
| “ | Não considerou inconstitucional a existência de ensino religioso católico nas escolas públicas. Tão só considerou inconstitucional a imposição àqueles que o não quisessem (…) só poderiam ser, quiçá, inconstitucionais, por não preverem ou não organizarem analogamente ensino e assistência das demais religiões | ” |

É actualmente regulada por artigos da Lei n.º 16/2001, de 22 de junho, cujos termos viriam a ser explícitos na Concordata entre a Santa Sé e Portugal de 2004.